# Kim Glass
Kimberly Marie Glass (Los Angeles, 18 de agosto de 1984) é uma jogadora de voleibol dos Estados Unidos que competiu nos Jogos Olímpicos de 2008.
Em 2008, ela fez parte da equipe americana que conquistou a medalha de prata no torneio olímpico, no qual atuou em oito partidas.
Em 2013, ela assinou contrato com o Praia Clube para jogar a Superliga Brasileira de Voleibol.